# Filtrazione a terra di diatomee
La filtrazione a terra di diatomee è una tecnica di depurazione dell'acqua inquinata. Consiste nel passaggio delle acque reflue attraverso un filtro costituito da uno strato di terra di diatomee (scheletri fossilizzati silicei di organismi marini microscopici) spesso pochi millimetri, posizionato su di un setto o su di un elemento filtrante.
I setti possono essere fatti operare in recipienti in pressione, sottovuoto o in recipienti aperti. Il funzionamento e la manutenzione dei filtri a terra di diatomee richiedono:
- la preparazione degli impasti di terra di diatomee
- la regolazione del dosaggio della terra
- un lavaggio periodico in controcorrente (generalmente ogni 1-4 giorni)
- lo smaltimento della torta filtrante esaurita
- l'ispezione periodica del setto filtrante per la sua pulizia
- la verifica della qualità dell'effluente.

## Applicazioni
La filtrazione su terra di diatomee è un trattamento dell'acqua che ha come obiettivo la rimozione dei seguenti contaminanti:
- solidi sospesi
- composti inorganici
- metalli pesanti
- composti organici
- microrganismi.

## Vantaggi
Rispetto alla maggior parte degli altri metodi di filtrazione, si hanno i seguenti vantaggi:
- La filtrazione a terra di diatomee è un tecnica di filtrazione classica e consolidata.
- I filtri sono facili da condurre ed efficaci nella rimozione di cisti, alghe e amianto.

## Svantaggi
Rispetto alla maggior parte degli altri metodi di filtrazione, si hanno i seguenti svantaggi:
- Questo tipo di filtri è adatto per acque a basso contenuto di batteri e a bassa torbidità
- Per un'efficace rimozione dei virus, è necessaria l'aggiunta di coagulanti e di altri additivi coadiuvanti della filtrazione.
- È potenzialmente difficile conservare uno spessore uniforme della terra di diatomee sul setto del filtro.